# En tjej med glöd
En tjej med glöd (engelska: Miss Firecracker) är en amerikansk långfilm från 1989 i regi av Thomas Schlamme, med Holly Hunter, Mary Steenburgen, Tim Robbins och Alfre Woodard i rollerna. Filmens manus är skrivet av Beth Henley, baserad på hennes pjäs The Miss Firecracker Contest.

## Handling
Carnelle (Holly Hunter) har bara en önskan, att göra samma sak som sin kusin Elain (Mary Steenburgen) och vinna skönhetstävlingen Miss Fireracker.

## Rollista
| Holly Hunter      | – Carnelle Scott    |
| Mary Steenburgen  | – Elain Rutledge    |
| Tim Robbins       | – Delmount Williams |
| Alfre Woodard     | – Popeye Jackson    |
| Scott Glenn       | – Mac Sam           |
| Veanne Cox        | – Tessy Mahoney     |
| Ann Wedgeworth    | – Miss Blue         |
| Trey Wilson       | – Benjamin Drapper  |
| Amy Wright        | – Missy Mahoney     |
| Kathleen Chalfant | – Miss Lily         |